# 双全白环蛇
双全白环蛇（学名：Lycodon fasciatus）又名双全链蛇，为游蛇科白环蛇属的爬行动物。分布于印度、尼泊尔、巴基斯坦、缅甸、泰国、老挝以及中国大陆的浙江、湖北、四川、贵州、云南、陕西、甘肃等地，一般生活于高山和丘陵地区以及常栖于灌木树上。该物种的模式产地在云南西部彭西。

## 保护
本种于2023年被收录入《有重要生态、科学、社会价值的陆生野生动物名录》。